# Rắn cạp nong đầu đỏ
Rắn cạp nong đầu đỏ (danh pháp hai phần: Bungarus flaviceps) là một loài cạp nong thuộc họ Rắn hổ. Loài này được mô tả năm 1843 bởi Reinhardt. Loài này phân bố ở nam Thái Lan, nam Myanmar, Campuchia, Việt Nam, Malaysia (bán đảo Mã Lai, đảo Tioman), Indonesia (Bangka, Sumatra, Java, Billiton, Borneo). Loài này có thể dài đến 2,1 mét. Chúng sinh sống ở rừng mưa thấp.

## Các phân loài
Có hai phân loài:
- Bungarus flaviceps flaviceps Reinhardt, 1843
- Bungarus flaviceps baluensis Loveridge, 1938